# Procladius incomptus
Procladius incomptus är en tvåvingeart som först beskrevs av Walker 1856.  Procladius incomptus ingår i släktet Procladius och familjen fjädermyggor. Inga underarter finns listade i Catalogue of Life.